# Mireille Ozy
Pour les articles homonymes, voir Ozy.
Mireille Ozy est une comédienne française, née Mireille Élise Lieutaud le 19 décembre 1927 à Toulon (Var), morte le 28 juin 1986 à Saint-Rémy-l'Honoré (Yvelines).

## Filmographie
- 1947 : Le Château de la dernière chance de Jean-Paul Paulin
- 1947 : Bethsabée de Léonide Moguy
- 1948 : La Voix du rêve de Jean-Paul Paulin
- 1951 : Andalousie de Robert Vernay - ainsi que la version espagnole El sueño de Andalucia de Luis Lucia
- 1951 : Le Garçon sauvage de Jean Delannoy
- 1952 : Le Secret d'une mère de Jean Gourguet
- 1953 : La Route Napoléon de Jean Delannoy :Stella
- 1954 : La Fille perdue de Jean Gourguet
- 1954 : Du grain pour les poulets (Relato policiaco) d'Antonio Isasi Isasmendi
- 1955 : Port du désir de Edmond T. Gréville : Gaby, une amie de Suzanne
- 1955 : Ça va barder de John Berry
- 1955 : Les Nuits de Montmartre de Pierre Franchi
- 1956 : Les Promesses dangereuses de Jean Gourguet
- 1957 : Comme un cheveu sur la soupe de Maurice Regamey
- 1957 : Les Aventures d'Arsène Lupin de Jacques Becker
- 1958 : La P... sentimentale de Jean Gourguet

## Théâtre
- 1957 : L'Habit vert de Robert de Flers et Gaston Arman de Caillavet, mise en scène Marcel Cravenne[1]